# San Rafael del Río
San Rafael del Río (valencianisch: Sant Rafel del Riu oder Sant Rafel del Maestrat) ist eine Gemeinde (municipio) in Ostspanien, nahe der Costa del Azahar, an der nördlichen Grenze der Provinz Castelló. San Rafael del Río hat 530 Einwohner (Stand: 2024).

## Lage
San Rafael del Río liegt etwa 90 Kilometer nordnordöstlich von Castelló de la Plana und etwa 140 Kilometer nordnordöstlich von Valencia in einer Höhe von ca. 360 m.

## Bevölkerungsentwicklung
| Jahr      | 1950 | 1970 | 1981 | 1991 | 2001 | 2011 | 2021 |
| Einwohner | 588  | 536  | 528  | 494  | 423  | 526  | 469  |

## Sehenswürdigkeiten

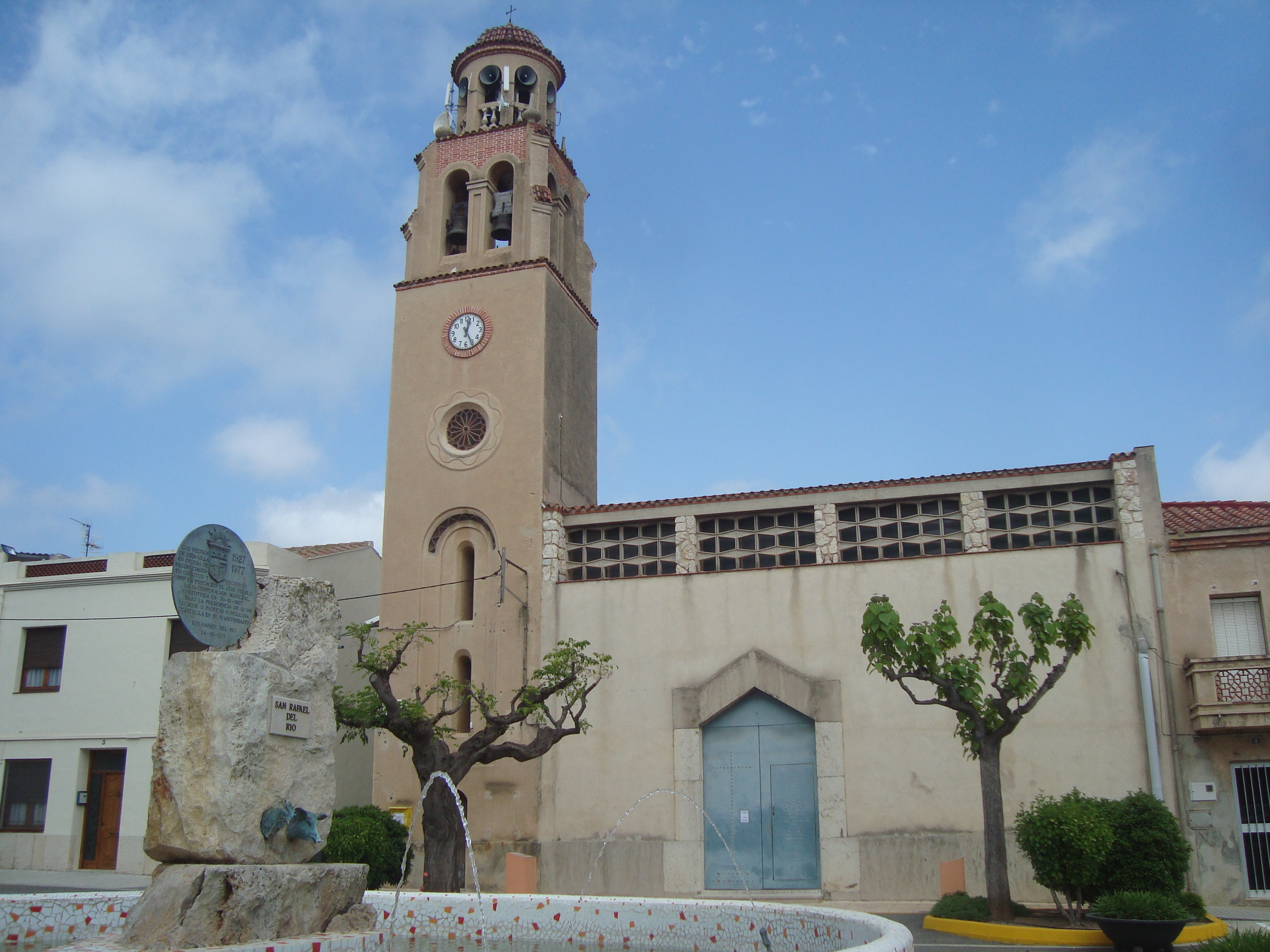
Raffaelskirche
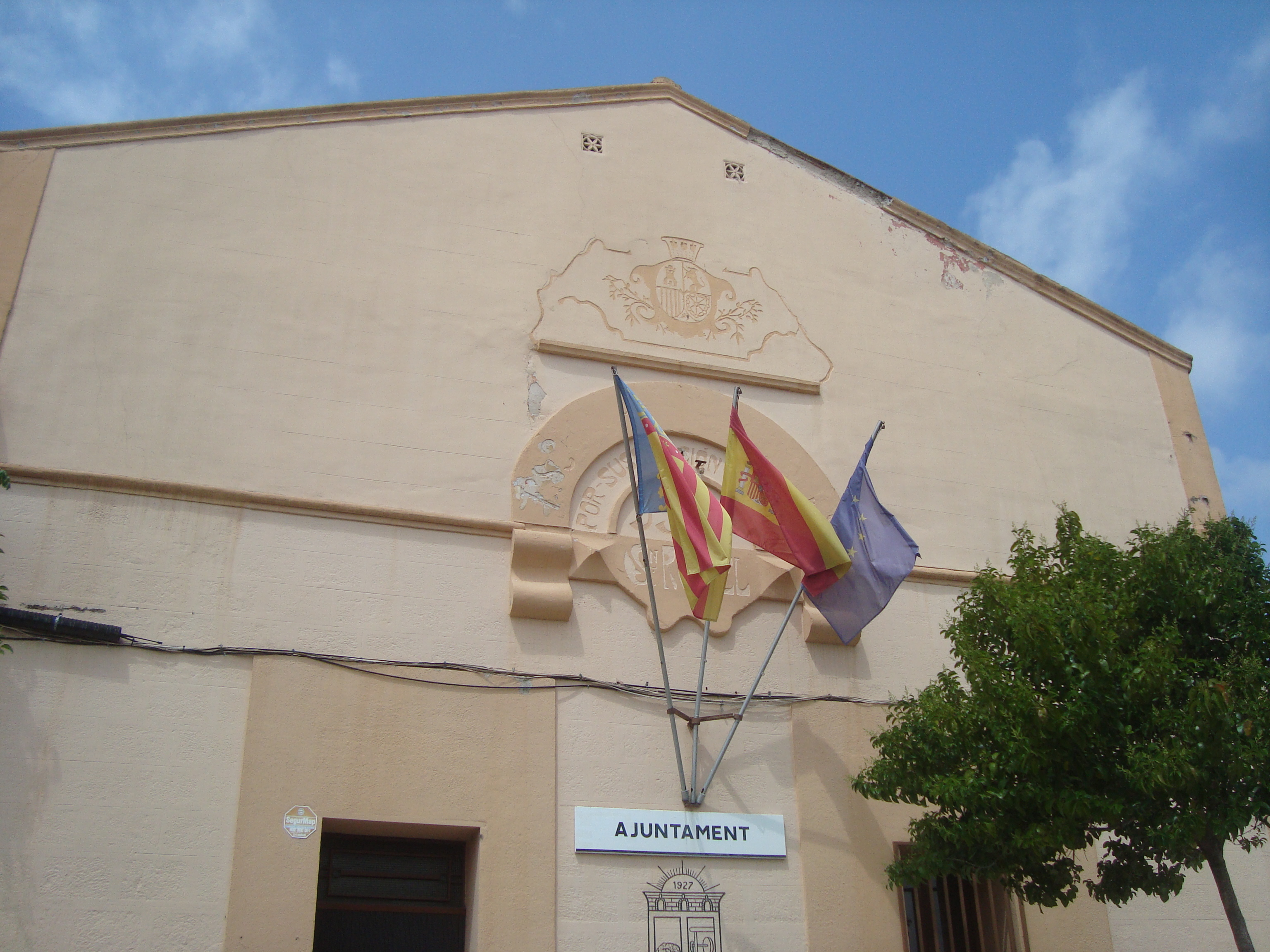
Rathaus

- Raffaelskirche
- Rathaus